# Christina Maierhofer
Christina Maierhofer (* 13. Juli 1991) ist eine deutsche Biathletin.
Christina Maierhofer begann 1995 mit dem Alpinen Skisport, 1998 mit dem Skilanglauf und 2001 mit dem Biathlon. Seit 2003 gehörte sie verschiedenen Jugendkadern des Bayerischen Skiverbandes an. Die Sportlerin vom SC Bergen wird von Fritz Fischer und ihrem Onkel Andreas Stitzl trainiert. 
Als Schülerin besuchte sie das Annette-Kolb-Gymnasiums in Traunstein. 2004/05 gewann sie den Deutschlandpokal in der Altersklasse S14, 2007/08 der Altersklasse J17. 2009 gewann sie den Titel im Einzel bei den Deutschen J18/19-Meisterschaften, im Sprint gewann sie Silber. Im selben Jahr erreichte sie auch ihre ersten größeren internationalen Erfolge bei ihren ersten internationalen Einsätzen bei den Europäischen Olympischen Spielen der Jugend in Slask Beskidy. Im Sprint und mit der Mixed-Staffel gewann sie die Titel, in der Verfolgung lief sie auf den Silberrang. Ihren ersten und bislang größten Erfolg bei den Frauen feierte Maierhofer bei den Deutschen Biathlon-Meisterschaften im September 2009, als sie gemeinsam mit Magdalena Neuner und Martina Beck den Staffelwettbewerb gewann. Dabei zeigte die Nachwuchsathletin eine überraschend starke Leistung und hatte maßgeblichen Anteil am Gewinn des Titels.